# The Jungle (film, 1914)
Pour les articles homonymes, voir La Jungle.
Pour plus de détails, voir Fiche technique et Distribution.
The Jungle est un film muet américain réalisé par George Irving, Jack Pratt et Augustus E. Thomas, sorti en 1914.

## Fiche technique
- Titre : The Jungle
- Réalisation : George Irving, Jack Pratt, Augustus E. Thomas
- Scénario : Benjamin S. Kutler, Margaret Mayo, d'après un roman d'Upton Sinclair
- Musique : Manuel Klein (musique d'accompagnement)
- Production : Harry Raver, ArchibaldSelwyn, Augustus E. Thomas, Upton Sinclair
- Distribution : All Star Feature Film Corp.
- Genre : Film dramatique
- Date de sortie :
  - États-Unis : 25 mai 1914

## Distribution
- George Nash : Jurgis Rudkus
- Gail Kane : Ona
- Julia Hurley : Elzbieta
- Robert Cummings :Connor
- Alice Marc : Marija
- Robert Paton Gibbs : Antanas
- Clarence Handyside : John Durham
- E.P. Evers : Freddy Durham
- George Irving
- Harold Vermilyea
- Maxine Hodges
- May McCabe
- Nickelas Sinnerella
- Upton Sinclair : lui-même